# Луций Юний Брут Дамасипп
Лу́ций Ю́ний Брут Дамаси́пп (лат. Lucius Iunius Brutus Damasippus; казнён в 82 году до н. э.) — римский политический деятель, претор 82 года до н. э. В гражданской войне 83—82 годов был одним из видных деятелей марианской «партии». По приказу Гая Мария Младшего организовал террор против ряда представителей сенатской аристократии, но вскоре сам попал в плен к Сулле и был казнён.

## Биография
Дамасипп принадлежал к знатному плебейскому роду Юниев, представитель которого входил в состав уже самой первой коллегии народных трибунов (493 год до н. э.). В 325 году до н. э. один из Юниев впервые достиг консульства. В конце II — начале I веков до н. э. существовали две ветви Юниев Брутов — Децимы, поддержавшие в гражданской войне Луция Корнелия Суллу, и Марки, примкнувшие к марианской «партии». Луций Юний тоже стал марианцем, но детали его происхождения неизвестны.
Карьера
Возможно, первое упоминание Дамасиппа в источниках относится к 89 году до н. э. Одним из легатов консула Гнея Помпея Страбона, действовавшего против восставших союзников в северной части Италии, был некто Луций Юний, которого предположительно идентифицируют как Луция Юния Брута Дамасиппа. Помпея Страбона в историографии относят к сторонникам Гая Мария, так что Дамасипп уже в те годы мог быть марианцем.
В 83 году, когда Луций Корнелий Сулла высадился с армией в Италии и начал очередную гражданскую войну, Луций Юний был легатом и совместно с Гаем Карриной и Гаем Целием Антипатром попытался помешать Гнею Помпею Младшему прорваться из Пицена на соединение с Суллой. Помпей из трёх окружавших его вражеских армий выбрал для атаки именно войско Дамасиппа. Конница Луция Юния в сражении обратилась в бегство и расстроила ряды своей же пехоты; результатом стали поражение марианцев и объединение войск сулланской партии. Несмотря на это поражение Луций Юний получил городскую претуру на 82 год до н. э.
В 82 году до н. э. консул Гай Марий Младший, осаждённый сулланцами в Пренесте и осознавший безвыходность своего положения, смог передать в Рим Луцию Юнию приказ убить ряд представителей нобилитета. Дамасипп созвал сенат и умертвил, согласно Ливию, «почти всю римскую знать». Другие источники называют имена только четырёх людей — Квинта Муция Сцеволы, Гая Папирия Карбона Арвины, Луция Домиция Агенобарба и Публия Антистия, которых Дамасипп, по словам Орозия, «убил… самым жестоким образом». Тела убитых вытащили из здания курии баграми и бросили в Тибр. Согласно Валерию Максиму, их головы были смешаны с головами принесённых в жертву животных, а тело Карбона Арвины пригвоздили к кресту и носили по городу.
Учитывая, что Сцевола был родственником жены одного из консулов-марианцев, а Карбон — двоюродным братом другого, Э.Бэдиан сделал предположение, что эти четверо «едва ли оказались просто жертвами произвола»: возможно, они всё же хотели перейти на сторону Суллы, но их замысел был раскрыт. Есть гипотеза, что Дамасипп действовал самовольно, а рассказ о распоряжении Мария, переданном из осаждённого города, — возникшая позже легенда.
Марш на Рим
Когда Сулла приблизился к Риму, Дамасипп бежал в Этрурию и присоединился там к армии Карбона. Командующий дал ему два легиона и отправил на помощь Пренесте, но Дамасипп не смог прорваться, так как сулланцы заняли все горные проходы. Вскоре Карбон бежал в Африку; в этой ситуации Дамасипп стал одним из трёх командиров, возглавивших остатки армии (наряду с Гаем Карриной и Гаем Марцием Цензорином). Сначала марианцы попытались ещё раз прорваться в Пренесте, а после неудачи двинулись на Рим совместно с самнитами Понтия Телезина и луканцами Марка Лампония. Этот поход мог быть как жестом отчаяния (в Риме армия марианцев и Телезина оказывалась отрезанной от путей возможного отхода), так и стратегическим манёвром, рассчитанным на то, что Сулла оставит удобные для обороны позиции в горах и будет вынужден дать бой на равнине, где у многочисленной армии италиков и марианцев были шансы на победу, а Марий сможет, наконец, прорвать ослабленную блокаду Пренесте.
Войска антисулланской коалиции дошли до Коллинских ворот, когда путь им преградил Сулла, оставивший свои неприступные позиции ради спасения Рима. В упорном сражении сулланцы победили. Дамасипп попал в плен и был удавлен. Спустя несколько дней его имя появилось в первом проскрипционном списке на пятом месте — сразу после консулов 82 и 83 годов. Отрубленную голову Дамасиппа показали защитникам Пренесте.
Возможно, сыном Луция был Юний Дамасипп, который упоминается в письмах Цицерона и одной из сатир Горация как посредник в торговле недвижимостью и произведениями искусства.